# Cryptopenaeus catherinae
Cryptopenaeus catherinae är en kräftdjursart som beskrevs av De Freitas 1979. Cryptopenaeus catherinae ingår i släktet Cryptopenaeus och familjen Solenoceridae. Inga underarter finns listade i Catalogue of Life.